# Любеж в Лазих
Любеж в Лазих (на словенски: Ljubež v Lazih) е село в Словения, регион Средна Словения, община Лития. Според Националната статистическа служба на Република Словения през 2015 г. селото има 14 жители.